# Eisenberg (Familienname)
Eisenberg ist ein deutscher Familienname.

## Herkunft und Bedeutung
Eisenberg kann sowohl Herkunfts- als auch Wohnstättenname sein und für Personen stehen, die aus einer Ortschaft Eisenberg stammen als auch für solche, die an einem Eisenberg wohnen.

## Namensträger
- Akiba Eisenberg (1908–1983), ungarischer Oberrabbiner
- Albrecht von Freyberg (1876–1943), deutscher Vizeadmiral und Marineattaché
- Amalia Katharina von Waldeck-Eisenberg (1640–1697), Liederdichterin des Pietismus
- Arlo Eisenberg (* 1973), US-amerikanischer Inline-Skater und Unternehmer
- Aron Eisenberg (1969–2019), US-amerikanischer Schauspieler
- Benedikt Eisenberg (um 1470–um 1530), deutscher Baumeister
- Benjamin Eisenberg (* 1982), politischer Kabarettist
- Billy Eisenberg (* 1937), US-amerikanischer Bridge- und Backgammonspieler
- Carola B. Eisenberg, argentinische Psychiaterin und Menschenrechtlerin
- Christiane Eisenberg (* 1956), deutsche Historikerin
- Christoph von Freyberg-Eisenberg († 1584), Fürstpropst von Ellwangen
- Cristina Eisenberg (* 1955), mexikanisch-amerikanische Ökologin
- David Eisenberg (* 1939), US-amerikanischer Biochemiker
- Deborah Eisenberg (* 1945), US-amerikanische Schriftstellerin
- Emmy Eisenberg (1888–1980), österreichische Bergsteigerin, Kletterin und Essayistin
- Frank Eisenberg (1943–2014), deutscher Leichtathlet
- Friedrich Philipp Eisenberg (1755–1804), Stadtpräsident und Polizeidirektor in Berlin
- Friedrich Wilhelm von Eisenberg (1685–1764), deutscher Reit- und Stallmeister und Autor
- Georg von Freyberg-Eisenberg (1926–2017), deutscher Landwirt und Politiker (CSU), MdL Bayern
- Gert Eisenberg (* 1943), deutscher Leichtathlet
- Götz Eisenberg (* 1951), deutscher Psychologe und Publizist
- Hallie Kate Eisenberg (* 1992), US-amerikanische Schauspielerin
- Jerome M. Eisenberg (1930–2022), US-amerikanischer Antikenhändler
- Jesse Eisenberg (* 1983), US-amerikanischer Schauspieler
- Johann Christoph von Freyberg-Eisenberg (1551–1620), Fürstpropst von Ellwangen
- Johannes Eisenberg (* 1955), deutscher Rechtsanwalt
- John F. Eisenberg (1935–2003), US-amerikanischer Zoologe
- Judah Moshe Eisenberg (1938–1998), US-amerikanischer Kernphysiker
- Julius von Freyberg-Eisenberg (1832–1912), deutscher Verwaltungsbeamter
- Larry Eisenberg (1919–2018), US-amerikanischer Schriftsteller
- Leon Eisenberg (1922–2009), US-amerikanischer Psychiater
- Lewis M. Eisenberg (* 1942), US-amerikanischer Diplomat
- Ludwig Eisenberg (1858–1910), deutscher Lexikograph
- Matthias Eisenberg (* 1956), deutscher Organist
- Maximilian von Freyberg-Eisenberg (1789–1851), deutscher Historiker und Politiker
- Ned Eisenberg (1957–2022), US-amerikanischer Schauspieler
- Nicole Eisenberg (* 1939), französische Malerin
- Nikolaus Eisenberg, deutscher Maler
- Paul Chaim Eisenberg (* 1950), österreichischer Oberrabbiner und Autor
- Peter Eisenberg (Theologe) († 1536), deutscher Theologe und Hochschullehrer
- Peter Eisenberg (Linguist) (* 1940), deutscher Linguist
- Rebecca Eisenberg (* 1968), US-amerikanische Autorin, Rechtsanwältin, Unternehmerin und Kolumnistin
- Rudolph von Freyberg-Eisenberg (1817–1887), deutscher Gutsbesitzer und Politiker (Zentrum), MdR
- Sergej Eisenberg (* 1985), deutscher Manager
- Sylvia Eisenberg (* 1948), deutsche Politikerin (CDU)
- Tennessee Eisenberg (1984–2009), deutsches Opfer eines Polizeieinsatzes
- Ulrich Eisenberg (* 1939), deutscher Jurist
- Ursula Eisenberg (* 1945), deutsche Schriftstellerin
- Wendy Eisenberg (* 1991), US-amerikanische Musikerin
- Wilfried Eisenberg (* 1968), deutscher Manager
- Winfrid Eisenberg (* 1937), deutscher Kinderarzt und Aktivist